# Орден Фердинанда I
Орден Фердинанда I (рум. Ordinul „Ferdinand I”) – государственная награда Королевства Румыния.

## История
Орден был основан 10 мая 1929 года принцем румынским Николаем, регентом при малолетнем короле Михае I, в честь своего отца, короля Фердинанда I.
Орден был предназначен только для подданных румынского государства за особые военные и гражданские заслуги.
Количество награждённых орденом было ограничено (не считая членов королевской семьи).
В 1937 году при реорганизации наградной системы король Кароль II упразднил орден.

## Степени
Орден имел шесть классов:
- Кавалер орденской цепи
- Кавалер Большого креста
- Командор со звездой
- Командор
- Офицер
- Кавалер

|                  | Кавалер орденской цепи | Кавалер Большого креста | Командор со звездой | Командор            | Офицер              | Кавалер              |
| Орденская планка |                        |                         |                     |                     |                     |                      |
| Инсигнии         |                        | Звезда ордена           | Звезда ордена       |                     |                     |                      |
| Лимит            | от 5 до 8 человек      | от 10 до 15 человек     | от 25 до 40 человек | от 40 до 60 человек | от 50 до 75 человек | от 70 до 100 человек |

## Описание

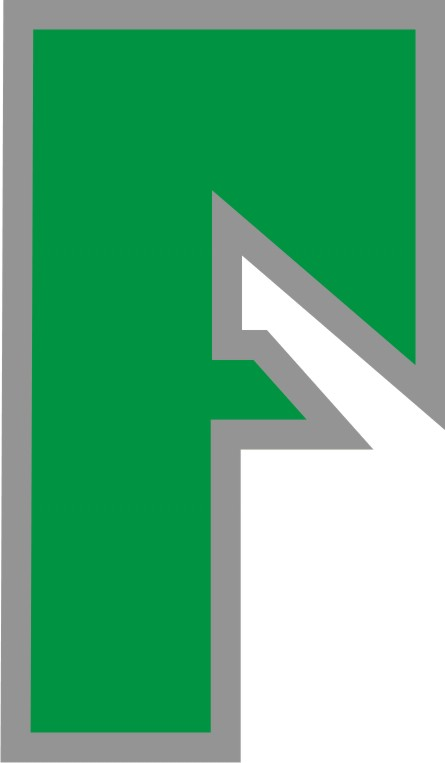

Знак ордена представлял собой стилизованный крест зелёной эмали, составленный из литеры «F», образующей монограмму короля Фердинанда I. Знак при помощи штралов в верхнем луче крепится к изображению королевской короны, которая в свою очередь крепится к орденской цепи или орденской ленте.
Орденская цепь представляет собой чередующие звенья в виде знака ордена, покрытые эмалью зелёного и синего цвета, а между ними звенья в виде переплетённых колец. Звенья между собой соединены тройными цепочками.
Звезда ордена класса Большой крест серебряная позолоченная ромбовидная состоящая из двугранных лучиков. На звезду помещён знак ордена.
Звезда ордена класса Командор со звездой отличается от первой чисто серебряная.
 Лента ордена тёмно-синего цвета с золотой полоской по центру, обременённой тонкой красной полоской по центру.